# Машона Вашінгтон
Машона Вашінгтон (англ. Mashona Washington, нар. 31 травня 1976) — колишня професійна американська тенісистка.
Здобула два одиночні та п'ятнадцять парних титулів туру ITF. 
Найвищу одиночну позицію рейтингу WTA — 50 місце досягнула 8 листопада 2004, парну — 55 місце — 18 липня 2005 року.
Завершила кар'єру 2012 року.

## Фінали турнірів WTA

### Одиночний розряд: 1 (0–1)
| Результат | Ранг | Дата           | Championship       | Покриття | Опонент        | Рахунок  |
| --------- | ---- | -------------- | ------------------ | -------- | -------------- | -------- |
| Поразка   | 1.   | 10 жовтня 2004 | Japan Open (теніс) | Тверде   | Марія Шарапова | 0–6, 1–6 |

### Парний розряд: 2 (0–2)
| Результат | Ранг | Дата           | Championship       | Покриття | Партнер           | Опоненти                         | Рахунок  |
| --------- | ---- | -------------- | ------------------ | -------- | ----------------- | -------------------------------- | -------- |
| Поразка   | 1.   | 9 жовтня 2004  | Japan Open (теніс) | Тверде   | Дженніфер Гопкінс | Асагое Сінобу Катарина Среботнік | 1–6, 4–6 |
| Поразка   | 2.   | 28 лютого 2008 | Мемфіс             | Тверде   | Анджела Гейнс     | Ліндсі Девенпорт Ліза Реймонд    | 3–6, 1–6 |

## Фінали ITF

### Одиночний розряд: 12 (2–10)
| Легенда          |
| ---------------- |
| Турніри $100,000 |
| Турніри $75,000  |
| Турніри $50,000  |
| Турніри $25,000  |
| Турніри $10,000  |

| Результат | Ранг | Дата            | Турнір                                      | Покриття   | Опонент         | Рахунок            |
| --------- | ---- | --------------- | ------------------------------------------- | ---------- | --------------- | ------------------ |
| Поразка   | 1.   | 4 липня 1994    | Індіанаполіс, U.S.                          | Тверде     | Крістіна Бранді | 1–6, 3–6           |
| Поразка   | 2.   | 24 червня 1995  | Гілтон-Гед-Айленд (Південна Кароліна), U.S. | Тверде     | Kori Davidson   | 1–6, 4–6           |
| Поразка   | 3.   | 11 січня 1998   | Сан-Антоніо, U.S.                           | Тверде     | Andrea Sebová   | 5–7, 1–6           |
| Поразка   | 4.   | 26 січня 1998   | Клірвотер, U.S.                             | Тверде     | Kristina Brandi | 2–6, 1–6           |
| Поразка   | 5.   | 15 квітня 2001  | Колумбус (Огайо), U.S.                      | Тверде (i) | Леа Жирарді     | 4–6, 3–6           |
| Перемога  | 1.   | 30 вересня 2001 | Альбукерке, U.S.                            | Тверде     | Марісса Гоулд   | 7–5, 6–3           |
| Поразка   | 6.   | 3 грудня 2001   | W.Columbia, U.S.                            | Тверде     | Саманта Рівз    | 1–6, 0–6           |
| Поразка   | 7.   | 10 лютого 2002  | Мідленд (Техас), U.S.                       | Тверде (i) | Лі На           | 1–6, 2–6           |
| Поразка   | 8.   | 28 березня 2004 | Реддінґ, U.S.                               | Тверде     | Енн Кеотавонг   | 3–6, 6–2, 6–7(3–7) |
| Поразка   | 9.   | 9 травня 2004   | Ралі (Північна Кароліна), U.S.              | Ґрунт      | Marissa Gould   | 3–6, 3–6           |
| Перемога  | 2.   | 1 червня 2008   | Карсон (Каліфорнія), U.S.                   | Тверде     | Алекса Ґлетч    | 7–5, 6–4           |
| Поразка   | 10.  | 14 червня 2009  | Ель-Пасо (США), U.S.                        | Тверде     | Валері Тетро    | 4–6, 3–6           |

| Турніри $100,000 |
| Турніри $75,000  |
| Турніри $50,000  |
| Турніри $25,000  |
| Турніри $10,000  |

| Результат | Ранг | Дата              | Турнір                    | Покриття   | Партнер             | Опоненти                                | Рахунок            |
| --------- | ---- | ----------------- | ------------------------- | ---------- | ------------------- | --------------------------------------- | ------------------ |
| Перемога  | 1.   | 11 січня 1998     | Сан-Антоніо, U.S.         | Тверде     | Кім Грант           | Andrea Sebová Silvia Uricková           | 4-6, 7-6(7-3), 6-2 |
| Поразка   | 1.   | 27 вересня 1998   | Сіетл, U.S.               | Тверде (i) | Лілія Остерло       | Ельс Калленс Лізель Губер               | 2-6, 6-3, 3-6      |
| Перемога  | 2.   | 7 травня 2000     | Вірджинія-Біч, U.S.       | Ґрунт      | Дон Бут             | Ліза Макші Джессіка Стек                | 1-6, 6-3, 7-6(7-2) |
| Поразка   | 2.   | 11 листопада 2001 | Піттсбург, U.S.           | Тверде (i) | Карін Міллер        | Lilia Osterloh Каті Шлукебір            | 1-6, 4-6           |
| Перемога  | 3.   | 20 жовтня 2002    | Седона, U.S.              | Тверде     | Дженніфер Расселл   | Мілагрос Секера Крістіна Вілер          | 7-6(7-3), 7-5      |
| Поразка   | 3.   | 21 березня 2004   | Орандж (Каліфорнія), U.S. | Тверде     | Бріанн Стюарт       | Дженніфер Гопкінс Абігейл Спірс         | 3-6, 6-2, 0-6      |
| Перемога  | 4.   | 28 березня 2004   | Реддінґ, U.S.             | Тверде     | Jennifer Hopkins    | Lilia Osterloh Різа Заламеда            | 6-2, 6-4           |
| Перемога  | 5.   | 4 квітня 2004     | Огаста, U.S.              | Тверде     | Франческа Любіані   | Джулія Дітті Джессіка Ленгофф           | 6-1, 6-3           |
| Поразка   | 4.   | 3 червня 2005     | Surbiton, U.K.            | Трава      | Jennifer Hopkins    | Фудзівара Ріка Обата Саорі              | 6-4, 4-6, 2-6      |
| Перемога  | 6.   | 7 жовтня 2007     | Троя, U.S.                | Тверде     | Анджела Гейнс       | Ева Грдінова Марі-Ев Пеллетьє           | 6-4, 6-2           |
| Поразка   | 5.   | 18 листопада 2007 | La Quinta, U.S.           | Тверде     | Angela Haynes       | Крістіна Фусано Ешлі Гарклроуд          | 4-6, 6-2, [9-11]   |
| Поразка   | 6.   | 27 січня 2008     | Waikoloa, U.S.            | Тверде     | Angela Haynes       | Марія Фернанда Алвеш Бетіна Хосамі      | 5-7, 4-6           |
| Поразка   | 7.   | 16 листопада 2008 | Сан-Дієго, U.S.           | Тверде     | Angela Haynes       | Christina Fusano Алекса Ґлетч           | 3-6, 2-6           |
| Поразка   | 8.   | 25 січня 2009     | Lutz, U.S.                | Ґрунт      | Story Tweedie-Yates | Kimberly Couts Шерон Фічмен             | 4-6, 5-7           |
| Перемога  | 7.   | 27 вересня 2009   | Альбукерке, U.S.          | Тверде     | Різа Заламеда       | Мелінда Цінк Ліндсей Лі-Вотерс          | 6-3, 6-2           |
| Перемога  | 8.   | 15 листопада 2009 | Фінікс, U.S.              | Тверде     | Sharon Fichman      | Marie-Ève Pelletier Анна Татішвілі      | 4-6, 6-4, [10-8]   |
| Поразка   | 9.   | 22 листопада 2009 | Торонто, Канада           | Тверде (i) | Sharon Fichman      | Морін Дрейк Marianne Jodoin             | 3-2 ret.           |
| Перемога  | 9.   | 20 грудня 2009    | Веракрус (місто), Мексика | Тверде     | Dominika Diesková   | Сюй Цзеюй Nika Kukharchuk               | 7-5, 6-4           |
| Перемога  | 10.  | 17 січня 2010     | Плантейшн, U.S.           | Ґрунт      | Орелі Веді          | Хорхеліна Краверо Марія Ірігоєн         | 6-0, 6-2           |
| Перемога  | 11.  | 24 січня 2010     | Lutz, U.S.                | Ґрунт      | Aurélie Védy        | Марія Фернанда Алвеш Флоренсія Молінеро | 6-3, 6-3           |
| Поразка   | 10.  | 26 вересня 2010   | Альбукерке, США           | Тверде     | Абігейл Спірс       | Ліндсей Лі-Вотерс Меган Мултон-Леві     | 6-2, 3-6, [8-10]   |
| Перемога  | 12.  | 7 листопада 2010  | Grapevine, U.S.           | Тверде     | Аша Ролле           | Джулія Дітті Шанелль Схеперс            | 5-7, 6-2, 6-2      |
| Перемога  | 13.  | 15 січня 2011     | Plantation, U.S.          | Тверде     | Ahsha Rolle         | Christina Fusano Ясмін Шнак             | 6-4, 6-2           |
| Перемога  | 14.  | 22 січня 2011     | Lutz, U.S.                | Ґрунт      | Ahsha Rolle         | Габріела Дабровскі Sharon Fichman       | 6-4, 6-4           |
| Перемога  | 15.  | 2 жовтня 2011     | Лас-Вегас, U.S.           | Тверде     | Alexa Glatch        | Варвара Лепченко Мелані Уден            | 6-4, 6-2           |
| Поразка   | 11.  | 15 жовтня 2011    | Troy, U.S.                | Тверде     | Varvara Lepchenko   | Олена Бовіна Валерія Савіних            | 6-7(6-8), 3-6      |

| Турнір                                 | 1994 | 1995 | 1996 | 1997 | 1998 | 1999 | 2000 | 2001 | 2002 | 2003 | 2004 | 2005 | 2006 | 2007 | 2008 | W–L |
| -------------------------------------- | ---- | ---- | ---- | ---- | ---- | ---- | ---- | ---- | ---- | ---- | ---- | ---- | ---- | ---- | ---- | --- |
| Відкритий чемпіонат Австралії з тенісу | A    | A    | A    | A    | A    | К1р  | К2р  | A    | К1р  | 1р   | К3р  | 2р   | A    | A    | A    | 1–2 |
| Відкритий чемпіонат Франції з тенісу   | A    | A    | A    | A    | A    | К1р  | К2р  | К1р  | К1р  | К1р  | К2р  | 1р   | 1р   | A    | A    | 0–2 |
| Вімблдонський турнір                   | A    | A    | A    | A    | К1р  | К2р  | 1р   | К2р  | К1р  | К1р  | 2р   | 3р   | 2р   | A    | К1р  | 4–4 |
| Відкритий чемпіонат США з тенісу       | К2р  | К1р  | К1р  | К3р  | 1р   | 1р   | 1р   | К2р  | 2р   | К2р  | 1р   | 1р   | A    | A    | A    | 1–6 |

| Турнір                                 | 1995 | 1996 | 1997 | 1998 | 1999 | 2000 | 2001 | 2002 | 2003 | 2004 | 2005 | 2006 | 2007 | 2008 | 2009 | W–L |
| -------------------------------------- | ---- | ---- | ---- | ---- | ---- | ---- | ---- | ---- | ---- | ---- | ---- | ---- | ---- | ---- | ---- | --- |
| Відкритий чемпіонат Австралії з тенісу | A    | A    | A    | A    | 1р   | A    | A    | A    | A    | 1р   | 2р   | 1р   | A    | A    | A    | 1–4 |
| Відкритий чемпіонат Франції з тенісу   | A    | A    | A    | A    | A    | A    | A    | A    | A    | 2р   | 1р   | 1р   | A    | A    | A    | 1–3 |
| Вімблдонський турнір                   | A    | A    | A    | A    | 1р   | A    | A    | A    | 3р   | 1р   | 2р   | 2р   | A    | 1р   | A    | 4–6 |
| Відкритий чемпіонат США з тенісу       | A    | A    | A    | 3р   | 1р   | A    | A    | A    | 1р   | 3р   | 1р   | A    | A    | A    | 1р   | 4–6 |